# Маргерит де Ля Рок
Маргерит де Ля Рок де Роберваль (Marguerite de La Rocque de Roberval, fl 1536—1542) — французская дворянка, проведшая несколько лет в одиночестве на острове Демонов (Île des Démons) в заливе Святого Лаврентия у берегов Ньюфаундленда (ныне считается мифическим островом-призраком). Прославилась после её спасения и возвращения во Францию; её история была приведена в «Гептамероне» королевы Маргариты Наваррской, и в более поздних книгах Франсуа де Бельфоре и Андре Теве.

## Ранняя жизнь
Место и дата рождения неизвестны, но записи говорят о её клятве верности и оммаже в 1536 г. на её землях в Перигоре и Лангедоке. Она была совладелицей Понпуана вместе с родственником Жаном-Франсуа де Ля Роком де Робервалем, благородным капером, которому покровительствовал Франциск I (Точная степень родства между ними остается неясной. Андре Теве утверждал, что Роберваль был её дядей, а Франсуа де Бельфоре — что они были братом и сестрой. Историк Элизабет Бойер предполагает, что на самом деле они были кузенами).

## Плавание и высадка на остров

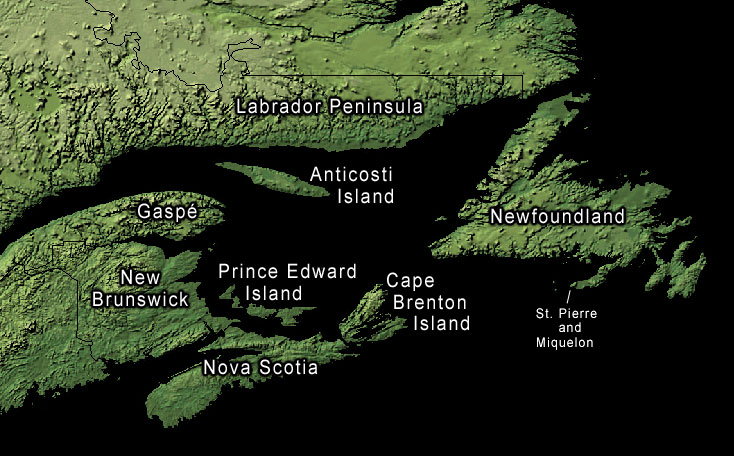
Залив Святого Лаврентия. Остров демонов, как считается, у северного побережья Великого Северного Полуострова Ньюфаундленда

В 1541 г. Роберваль был сделан лейтенант-женералем Новой Франции, и на следующий год отправился в Новый Свет в сопровождении молодой и незамужней Маргариты. Во время плавания она стала любовницей одного молодого человека. Недовольный этим, Роберваль высадил Маргерит на «Острове Демонов», возле реки Сен-Поль. Возможно, его решение было мотивированно его строгой кальвинистской моралью, но также, скорее всего, оно было обусловлено финансовой жадностью, поскольку у него было много долгов, и смерть Маргерит была ему выгодна. Вместе с Маргерит высадили её любовника и служанку Дамьен. Маргарита Наваррская в «Гептамероне» утверждает, что сначала высадили любовника, а Маргерит предпочла к нему присоединиться; Теве же говорит, что это молодой человек приплыл на остров, чтоб быть вместе с Маргерит.
Её любовник намеренно оставлен безымянным; хотя он и был представлен в тексте Маргариты Наваррской как чернорабочий, его личность отчасти не идентифицирована для сбережения чести его аристократической семьи.
Маловероятно, что она в то время была беременна, но позднее, на острове, Маргерит родила ребёнка. Ребёнок умер, так же как и молодой человек, и служанка. Вероятнее всего, ребёнок умер из-за нехватки молока, в связи со скудной диетой Маргерит. Маргерит добывала себе пропитание охотой на диких животных, и была спасена несколько лет спустя баскскими китобоями.
«Остров Демонов» (или духов) входит в состав группы, позже известной как Острова де-ля-Демуазель, возможно, в честь неё (франц. demoiselle означает «юная леди»); в частности, считается, что именно этот остров теперь известен как Больничный остров (или остров Харрингтон), где устная традиция даже выделяет ту самую пещеру, в которой укрывалась Маргерит.

## Последующая жизнь
Вернувшись после своего спасения во Францию, Маргерит достигла некоторой известности, когда её рассказ был записан королевой Наваррской в её книге «Гептамерон» (опубликована посмертно в 1558 г.), «Трагических историях» (Histoires tragiques) Франсуа де Бельфоре (5-й том, 1570 г.), и, позднее, в «Космографии» (Cosmographie) Андре Теве. Она стала учительницей и поселилась в Нонтроне, в Шато-де-Ля-Мот. Нет никаких сведений о каких-либо её действиях и обвинениях, выдвинутых против Роберваля. Дата и место её смерти неизвестны (Роберваль умер в 1560 г.).

## Отображение в литературе
Рассказ королевы Наваррской о приключениях Маргерит — не более, чем романтическая сказка, и основывается на информации, предоставленной капитаном Робервалем; Теве же утверждает, что Маргерит сама рассказала ему свою историю, и дает более подробную информацию, описывая само путешествие, колонистов на борту кораблей и месторасположение Острова Демонов. Сравнение текстов показывает, что Теве был, по крайней мере, знаком с более ранними текстами Маргариты Наваррской и де Бельфоре.
Помимо ранних авторов, история Маргерит де Ля Рок вдохновляла и более современных писателей, в основном, канадцев. Одним из первых был канадец ирландского происхождения Джордж Мартин, опубликовавший в 1887 г. поэму «Легенда о Маргерит». (Ныне Мартин малоизвестен, но он, видимо, был другом Чарльза Хэвиседжа, и упоминался Дэвидом Джеймсом О’Донохью как «один из ведущих поэтов Канады»). В 1960 г. Джордж Вудкок сочинил для радио CBC драму в стихах «Остров Демонов». Историк Элизабет Бойер написала в 1975 г. роман «Маргерит де Ля Рок: История выживания», а в 1983 г. «Колонию одного человека: История отважной женщины». В 1995 г. Дональд Уилсон Стэнли Райан более чем через сто лет переиздал «Легенду о Маргерит» Джорджа Мартина, добавив пояснительное введение. Шарль Гуле написал в 2000 г. роман «Остров демонов»; Джоан Элизабет Гудман написал в 2002 г. роман для юношества «Парадиз». В 2003 г., Дуглас Гловер опубликовал Elle: Роман, который выиграл в том году Governor’s General book prize. Канадский драматург Робер Шаф написал двуязычную пьесу «Остров демонов», впервые сыгранную в 2004 г. Канадский поэт bpNichol изобразил её в своей поэме «плач». Британская писательница Сара Мейтленд обсуждает эту историю в «Книге молчания» (2008) и в рассказе «История доблестной демуазель» в сборнике «Крайний Север и другие мрачные истории» (2008). (Мейтленд, одна из немногих не-канадцев, бравшихся за эту историю, также упоминает поэму Изабель Маккей 1916 г.). В 2008 году Анна-Мария Бекель написала роман «Молчание камня», в котором внимание переключается между Маргарет на острове и Маргарет-учительницей. Наконец, в 2016 г., театр Passe Muraille в Торонто выпустил пьесу «Elle» (Она), адаптацию Северна Томпсона романа Гловера.